# بولي شور
بولي شور (بالإنجليزية: Pauly Shore)‏ (و. 1968  م) هو ممثل هزلي، ومخرج أفلام، وكاتب سيناريو، وموسيقي، وصحفي، وممثل أفلام، ومؤدي أصوات، ومنتج أفلام أمريكي، ولد في هوليوود، بدأ مشواره المهني سنة 1989.

## التعليم
تعلم في ثانوية بيفرلي هيلز ‏.

## وصلات خارجية
- بولي شور على موقع IMDb (الإنجليزية)
- بولي شور على موقع روتن توميتوز (الإنجليزية)
- بولي شور على موقع ألو سيني (الفرنسية)
- بولي شور على موقع ميوزك برينز (الإنجليزية)
- بولي شور على موقع أول موفي (الإنجليزية)
- بولي شور على موقع قاعدة بيانات الأفلام السويدية (السويدية)
- بولي شور على موقع إن إن دي بي (الإنجليزية)
- بولي شور على موقع أول ميوزيك (الإنجليزية)
- بولي شور على موقع ديسكوغز (الإنجليزية)
- بولي شور على موقع قاعدة بيانات الفيلم (الإنجليزية)